# Niewidzialny człowiek (powieść Herberta George’a Wellsa)
Niewidzialny człowiek (tyt. oryg. The Invisible Man) – powieść fantastyczna autorstwa Herberta George’a Wellsa. Utwór ukazał się w 1897 roku.

## Fabuła
Książka opowiada o perypetiach szalonego naukowca, który pod wpływem swoich odkryć stał się niewidzialny. 
Przybywa on do wioski, w której rodzi niepokój, a nawet strach mieszkańców - nosi bowiem ubrania szczelnie okrywające całe ciało, by ukryć swoją niewidzialność, jest drażliwy, opryskliwy i pracuje w samotności, otoczony chemicznymi utensyliami. Próbuje kontynuować swoje badania, szukając nowych korzyści z niewidzialności, lecz popada w konflikt z prawem i zmuszony zostaje do porzucenia dobytku (w tym ubrania) i ucieczki. 
Usiłuje zastraszyć włóczęgę, aby zyskać w ten sposób pomocnika, włóczęga jednak ucieka i zabiera jego księgi. 
Później Człowiek Niewidzialny włamuje się do domu dawnego znajomego z czasów studiów i opowiada mu swoją niezwykłą historię od chwili, gdy ich drogi rozeszły się wiele lat temu. Gospodarz, rozumiejąc, że jego dawny znajomy oszalał i jest niebezpieczny, wysłuchuje go i gości u siebie, ale jednocześnie zawiadamia potajemnie władze. 
Niewidzialny Człowiek ucieka, grożąc zemstą, zostaje jednak zabity podczas obławy. 